# Кори Хејм
Кори Хејм (енгл. Corey Haim; Торонто, Онтарио, 23. децембар 1971 — Бербанк, Калифорнија 10. март 2010) био је канадски глумац, познат као тинејџерски идол и холивудска звезда 80-их година. Глумио је у бројним филмовима као што су романтична комедија Лукас, хорор Стивена Кинга Сребрни метак и још један хорор који га је највише прославио, а то су Изгубљени дечаци.
Три пута је био номинован за Награду Сатурн и два пута је добио награду за најбољег младог глумца.
Хејмов ран успех довео га је до огромне славе и новца. Међутим, ужасно злостављање које је проживео као тинејџерски глумац одгурнуло га је на пут дроге, што га је учинило непожељним глумцем и створило му озбиљне проблеме у каријери и животу. Крајем 2000-их Хејм је успео да се избори са зависношћу (о којој је отворено причао) и поново је почео да добија улоге у филмовима, али је трагично преминуо у 38-ој години живота од упале плућа, која није откривена на време.

## Биографија
Рођен је у Торонту, 23. децембра 1971, као друго дете Џуди и Бернија Хејма. Родитељи су му се развели када је имао 11 година. Имао је старију сестру Керол и млађег полубрата Данијела из очевог другог брака.
Током каријере најчешће је сарађивао са Коријем Фелдманом. Њих двојица били су познати под надимком 2 Корија и заједно су се појавили у 12 филмова, као и у ТВ шоу програму о њиховим животима. Након шоу програма у коме је Хејм представљен као лоша особа, почело је да се спекулише о Фелдмановој љубомори према Хејму, који је био далеко популарнији и успешнији од њега. Све је кулминирало када је у наставку Изгубљених дечака, на који се чекало преко 20 година, Фелдманов лик који је био споредни у оригиналу, стављен у први план, док се Хејм, који је био главни у оригиналу, појављује само кроз камео улогу након шпице у којој је његов лик Сема Емерсона убијен. Хејм је изјавио да је био веома разочаран када је сазнао да се неће појавити у наставку, јер му је то најдража улога у каријери, и додао да му је драго што је филм доживео дебакл, јер наставак Изгубљених дечака не може да се деси без њега.
Осим Фелдмана, Хејм је често сарађивао и са другим холивудским звездама као што су: Чарли Шин, Винона Рајдер, Роберт Дауни Јуниор, Гари Бјуси, Патриша Аркет, Џејсон Патрик, Кифер Садерланд, Дајана Вист, Хедер Грејам, Џејсон Стејтам, Џери Халивел, Бај Линг, Дејвид Карадин и многи други.
Сахрањен је у граду Вону, у родном Онтарију.

## Филмографија
| Улоге Корија Хејма |                                       |               |                |                                   |
| Година             | Српски назив                          | Изворни назив | Улога          | Напомена                          |
| 1985.              | Сребрни метак                         |               | Марти Кослав   |                                   |
| 1986.              | Лукас                                 |               | Лукас Блај     |                                   |
| 1987.              | Изгубљени дечаци                      |               | Сем Емерсон    | номинација за Награду Сатурн      |
| 1988.              | Возачка дозвола                       |               | Лес Андерсон   | награда за најбољег младог глумца |
| 1988.              | Посматрачи                            |               | Травис Корнел  | номинација за Награду Сатурн      |
| 1989.              | Сањај слатке снове                    |               | Динџер Холфилд |                                   |
| 1990.              | Молитва дечака на ролерима            |               | Грифин         | номинација за Награду Сатурн      |
| 1991.              | Брзо бекство                          |               | Нелсон Потер   |                                   |
| 1993.              | Разнесен                              |               | Рич Гарднер    |                                   |
| 1994.              | Брзо бекство 2                        |               | Нелсон Потер   |                                   |
| 1995.              | Сањај слатке снове 2                  |               | Динџер Холфилд |                                   |
| 1997.              | Грозница језера                       |               | Алберт         |                                   |
| 1997.              | Бетмен и Робин                        |               | бајкер         |                                   |
| 2003.              | Дики Робертс: Некадашња дечија звезда |               | самог себе     |                                   |
| 2008.              | Изгубљени дечаци 2: Племе             |               | Сем Емерсон    |                                   |
| 2009.              | Адреналин 2: Високи напон             |               | Ренди          |                                   |
| 2010.              | Изгубљени дечаци 3: Жеђ               |               | Сем Емерсон    | архивски снимци                   |
| 2014.              | Мртво море                            |               | Осо            | последња улога                    |